# 차코크림슨코쥐
차코크림슨코쥐(Bibimys chacoensis)는 비단털쥐과에 속하는 설치류의 일종이다. 남아메리카 남부 콘의 북부-중부 지역에서 서식한다. 크림슨코쥐속에 속하는 3종 중 하나이다. 1931년 동물학자 샤멜(Harold H. Shamel)이 남아메리카밭쥐속(Akodon)에 속하는 학명 Akodon chacoensis로 기재했다. 어원은 모식 표본이 수집된 지명 차코 주 이름에서 유래했다. 정확한 모식 산지는 아르헨티나 차코 주 라스 팔마스이다. 1980년 아르헨티나 포유류학자 마소이아(Elio Massoia)가 크림슨코쥐속(Bibimys)으로 옮겨 분류했다.
차코크림슨코쥐는 포르모사 주와 차코 주, 미시오네스 주 사이 습윤 차코 지역의 대상림과 앞이 트인 개활지의 토착종으로 간주된다. 파라과이에서 보고되기도 한다. 국제 자연 보전 연맹(IUCN)의 IUCN 적색 목록에서 차코크림슨코쥐를 “관심대상종”으로 분류한다. 그러나 아르헨티나 환경보호론자 체베스(Juan Carlos Chebez, 1962 - 2011)가 2009년 논문에서 멸종위협종으로 분류했다. 번식과 먹이, 수명, 습성, 경제적 가치 등에 대해서는 거의 알려져 있지 않다.